# Edificio Kearns
El edificio Kearns es un edificio de oficinas de 10 pisos situado en Salt Lake City, la capital del estado de Utah (Estados Unidos). Fue diseñado por los arquitectos de Los Ángeles John B. Parkinson y George Bergstrom y construido entre 1909 y 1911. Parkinson & Bergstrom tomó prestado el estilo del arquitecto Louis Sullivan, y el Kearns ha sido descrito como 'sullivanesque', con un marco de hormigón armado de acero y una fachada de baldosas de terracota blanca que enfatiza los pilares verticales debajo de una cornisa prominente. Fue agregado al Registro Nacional de Lugares Históricos en 1982.

## Descripción e historia
Es de estilo neoclásico, con aberturas prominentes de ventanas y puertas al nivel de la calle, bandas de ventanas entre pilares verticales y una cornisa distintiva y muy decorada. A menudo, Sullivan diseñó ventanas de ojo de buey debajo de una cornisa. Parkinson & Bergstrom utilizaron medallones centrados entre enjutas empotrados detrás del plano de los pilares para lograr una apariencia similar.
El Kearns recibió su nombre de Thomas Kearns, un rico ex senador de Utah y accionista principal de The Salt Lake Tribune. Durante la construcción del edificio, fue acusado de manipular el ayuntamiento y su código de construcción.
Un tercio del espacio de oficinas se alquiló antes de la apertura en febrero de 1911, y la mayoría de las oficinas se alquilaron en abril de ese año. Entre los primeros inquilinos estaban los pañeros Gardner & Adams Co. y Rowe & Kelly, y el edificio incluía lo que fue anunciado como "el buffet más hermoso de los Estados Unidos", la Meca.

## Lectura adicional
- "Kearns Building", Goodwin's Weekly, December 17, 1910, pp 47

- Datos: Q65069559
- Multimedia: Kearns Building (Salt Lake City) / Q65069559